# MacRumors
MacRumors.com — вебсайт, який публікує новини, чутки та звіти, пов'язані з компʼютерами Mac та компанією Apple. Сайт був запущений 24 лютого 2000 року в Річмонді, штат Вірджинія, і належить Арнольду Кіму.
Об'єднуючи звіти та перехресні посилання, MacRumors намагається відстежувати чутки у спільноті Apple. Гасло MacRumors: «Новини та чутки, які вас хвилюють». Вебсайт щодня оновлюється новими чутками. Під час термінових новин оновлення публікуються в неробочий час. MacRumors — це відомий вебсайт у спільноті Apple.

## Зміст
MacRumors є домівкою для великого форуму, орієнтованого на компʼютери Mac, який налічує понад 1 012 131 учасника та понад 20 000 000 дописів на форумі станом на квітень 2015 року. На сайті розміщено спеціалізований посібник для покупців, який рекомендує часові рамки для придбання продуктів Apple, базуючись на останньому оновленні продуктів.

## Діяльність
Станом на 30 квітня 2012 року, за даними Quantcast, MacRumors отримує в середньому 65 890 912 переглядів сторінок у всьому світі на місяць і 7 567 679 відвідувачів на місяць у всьому світі. Трафік вебсайту часто різко зростає під час подій Apple, таких як Apple Worldwide Developers Conference.

## Повʼязані сайти
TouchArcade — це вебсайт новин для мобільних ігор, запущений у 2008 році. Над сайтом працював Арнольд Кім з MacRumors. Кім також керує сайтом AppShopper, обʼєднуючи три «сайти-побратими».